# 최응
최응(崔凝, 898년 ~ 932년 12월 11일(음력 11월 11일))은 고려(高麗)의 문신(文臣)이자 최우달(崔祐達)과 본처(本妻) 아들이며 태조(太祖)의 책사(策士)이고 본관은 상원이다.

## 생애
고려(高麗)의 초기(草奇) 문신(文臣) 황주(黃州) 토산현(兎山顯) 황해북도 토산군(兎山郡) 출신(出臣)이다.

## 가계
- 아버지 : 대상 최우달(大相 崔祐達)[3]
- 어머니 : 미상
  - 문신 : 최응(崔凝)
  - 부인 : 미상
    - 아들 : 최빈(崔彬)

## 최응이 등장하는 작품
- 《태조 왕건》(2000년~2002년, KBS) 배우:정태우

## 참고 문헌
- 고려사(高麗史)
- 고려사절요(高麗史節要)